# Orphée et Eurydice (Titien)
Pour les articles homonymes, voir Orphée et Eurydice.
Orphée et Eurydice est une peinture à l'huile sur panneau (39 x 53 cm), attribué à Titien, datant de 1508 environ, et conservée à l'Académie Carrara de Bergame.

## Histoire
L'œuvre provient des collections Lochis. Elle a été longtemps attribuée à Giorgione ou un disciple, jusqu'à ce que Roberto Longhi, en 1927, la donne au jeune Titien, suivi en cela par d'autres auteurs. En revanche, Coletti, en 1955, l'a attribuée à Palma le Vieux.

## Description et style
Dans un paysage pastoral, le mythe d'Orphée est raconté en deux plans : au premier plan, à gauche, la mort d'Eurydice, mordue par un serpent, alors qu'à droite, Orphée se dégage de l'enfer avec son épouse, derrière lui, mais, s'étant retourné pour la regarder, la perd pour toujours.
Le sentiment pour la nature, vrai protagoniste de la scène, est dérivé de Giorgione: celle-ci s'adapte aux sentiments des personnages. Ainsi, le paysage de gauche est calme et paisible, tandis que celui de droite est en proie à la furie des flammes de l'enfer.
L'attribution à Titien est basée sur l'affinité, dans la disposition des figures, avec d'autres œuvres de jeunesse, en particulier les fresques de la Fontego dei Tedeschi à Venise, et celles de la Scuola del Santo à Padoue.
Le vert de la végétation s'est oxydé au fil du temps pour devenir brun.